# Cầu thủ nước ngoài Serie A xuất sắc nhất năm
Cầu thủ nước ngoài Serie A xuất sắc nhất năm là giải thưởng hàng năm, được Hiệp hội cầu thủ Ý trao cho cầu thủ nước ngoài xuất sắc nhất trong một mùa bóng ở Serie A. Đây là một phần của giải thưởng Oscar del Calcio.

## Cầu thủ đoạt giải
| Năm  | Cầu thủ            | Câu lạc bộ        |
| ---- | ------------------ | ----------------- |
| 1997 | Zinedine Zidane    | Juventus          |
| 1998 | Ronaldo            | Inter Milan       |
| 1999 | Gabriel Batistuta  | Fiorentina        |
| 2000 | Andriy Shevchenko  | AC Milan          |
| 2001 | Zinedine Zidane    | Juventus          |
| 2002 | David Trezeguet    | Juventus          |
| 2003 | Pavel Nedvěd       | Juventus          |
| 2004 | Kaká               | AC Milan          |
| 2005 | Zlatan Ibrahimović | Juventus          |
| 2006 | Kaká David Suazo   | AC Milan Cagliari |
| 2007 | Kaká               | AC Milan          |
| 2008 | Zlatan Ibrahimović | Internazionale    |
| 2009 | Zlatan Ibrahimović | Internazionale    |
| 2010 | Diego Milito       | Internazionale    |